# توني واشنطن (لاعب كرة قدم أمريكية)
توني واشنطن (بالإنجليزية: Tony Washington)‏ هو لاعب كرة قدم أمريكية أمريكي، ولد في 1 يونيو 1992 في West Los Angeles ‏ في الولايات المتحدة.

## وصلات خارجية
- توني واشنطن على موقع مرجع كرة القدم المحترفة.كوم (الإنجليزية)